# Церква Різдва Пречистої Діви Марії (Васильківці)
Церква Різдва Пречистої Діви Марії у Васильківцях — парафія і храм греко-католицької громади Гусятинського деканату Бучацької єпархії Української греко-католицької церкви в селі Васильківці Чортківського району Тернопільської області.

## Історія церкви
У 1927—1928 роках дерев'яну церкву, що існувала з 1747 року, розібрали. На її місці у 1928—1934 роках збудували нову кам'яну церкву на честь Різдва Пречистої Діви Марії. На церковному подвір'ї збереглася дзвіниця XVIII століття. Неподалік, у духовному комплексі з капличкою, збудованою родиною Гутів, є нова дзвіниця із золотими банями та новими дзвонами.
У 1875 році о. Олександр Коритко заснував «Братство тверезості». Донині біля церкви стоїть пам'ятний хрест, встановлений у 1925 році, з написом: «На памятку засновання брацтва тверезости в 1875 році. Фондатор Василь Хлопецький».
У 1894 році о. Емануїл Лисевецький написав історичну довідку «Нарис історії села Васильківці».
У 1912—1913 роках за о. Володимира Білинського була збудована каплиця на честь завершення парцелярії. Вона була зруйнована у 1980-х, але відновлена на початку серпня 1991 року.
У 1958 році храм розписали. У ньому зберігається виносна ікона «Введення в храм Пречистої Діви Марії» (1872) художника А. Монастирського та різьба по дереву майстра В. Шасткого.
На парафії діють:
- Братство «Матері Божої Неустанної Помочі».
- Вівтарна дружина.
- Молитовна спільнота «Матері в молитві».

На території села є каплиці, фігури, хрести парафіяльного значення, а також у власності парафії є проборство.

## Парохи
- о. Михайло Койровський (до 1873),
- о. Олександр Коритко (1873—1879),
- о. Емануїл Лисевецький (1879—1895),
- о. Володимир Білинський (1895—1914),
- о. Михайло Мармуровий (1915—1916),
- о. Петро Головко (1917—1918),
- о. Михайло Мармуровий (1922—1930),
- о. декан Анаголь Малиновський (1929—1936),
- о. Михайло Коржинський (1936—1946),
- о. Василь Погорецький (1989—1991),
- о. Василь Гіркий (1990—1994),
- о. Василь Ткач (1994—1995),
- о. Ігор Бойчук (1996—1997),
- о. Микола Скринник (з червня 1997).